# محمد الدعيع
محمد عبد العزيز دعيع الشمري مواليد 2 أغسطس 1972 في مدينة حائل شمال السعودية، حارس مرمى كرة قدم سعودي معتزل. لعب لصالح ناديي الهلال والطائي سابقًا، كما مثل منتخب السعودية في 4 كؤوس متتالية لكأس العالم.
حقق مع منتخب الناشئين عام 1989 بطولة كأس العالم للناشئين وساهم في تحقيق بطولات كأس الخليج وكأس العرب وكأس آسيا 1996م. وكانت آخر بطولات المنتخب السعودي على مستوى كرة القدم بقيادة محمد الدعيع في عام 2005 حيث قاد منتخبه لتحقيق الميدالية الذهبية في الأولمبياد الإسلامي، وكان له دور كبير في إنجازات نادي الهلال حيث ساهم في ثلاثة بطولات آسيوية مختلفة وكذلك بطولات محلية وعربية ودولية.
حاز الدعيع على ألقاب شخصية كثيرة منها أفضل حارس خليجي، وأفضل حارس عربي، وأفضل حارس آسيوي، واختياره ضمن أفضل 10 حراس بكأس العالم في كأس العالم 1994م وكأس العالم 1998م.

## السيرة الذاتية
نشأ محمد في بيت شعبي في حي العزيزية ثم انتقل إلى حي المنتزه الغربي في مدينة حائل شمال المملكة العربية السعودية. ينتمي محمد إلى عائلة رياضية كبيرة، إذ لعب أشقاؤه دعيع وخالد وفهد لنادي الطائي وكانوا نجومًا بارزين بالإضافة إلى عبد الله الدعيع حارس لأندية الطائي والهلال، كما أن ابن أخيه بدر حارس سابق في نادي النصر، وابن أخيه الآخر سلطان يلعب في خط الدفاع مع نادي الشعلة.
عاش محمد أجواء الحارة ومارس هوايته كرة القدم منذ أن كان صغيرًا.وكان يتخذ الهجوم مركز له حيث كانت تسجيل الأهداف ومراوغة الدفاع هوايته كمهاجم في الحارة. وقد شارك في نشاطات مختلفة في مركز الهجوم.
دفع المدرب الوطني الطلال محمد إلى الالتحاق بكرة اليد كحارس. وبالفعل سجل محمد بنادي الطائي في حائل وكان محمد يبلغ من العمر ثمانية أعوام.
واصل محمد تقديم مستوياته المذهلة مع ناشئي الطائي، ثم انضم لمنتخب الناشئين السعودي ليشارك أساسيًا كحارس مرمى في كأس العالم عام 1989م.

### منتخب الناشئين
- في أسكتلندا عام 1989م أنقذ محمد المنتخب من الخسارة وتصدى لضربات الجزاء الترجيحية.
- أقام نادي الطائي وأبناء حائل احتفالية بمناسبة تحقيق محمد الدعيع الحارس الأفضل عالميًا. والمساهمة الفعالة القوية في حصول المنتخب على كأس العالم للناشئين. وقد اهتم الأمير فيصل بن فهد باللاعب محمد الدعيع.
- تم تصعيد الدعيع لفريق الشباب ليشارك في البطولات التي أقيمت ما بين عام 1989م إلى 1991م وقد تمكن من أن يحقق مع المنتخب كأس الصداقة الدولية ويحصل على أفضل حارس ويشارك مع المنتخب الشاب في بطولة فلسطين ويتمكن من أن يحصل على أفضل حارس، ومن بعدها تعرض لإصابة في الرباط الصليبي تشافى منها بعد أن ابتعد فترة طويلة للعلاج عن ممارسة كرة القدم امتدت لما يقارب عامين.
- عاد الدعيع بعد الإصابة في عام 1993م ليشارك محمد الدعيع مع الفريق الأول للطائي ومع المنتخب السعودي.
- أعلن المدرب الوطني محمد الخراشي عن ضم محمد الدعيع للمنتخب السعودي وكان عمره 20 عامًا. وقد استدعي للمشاركة في تصفيات كأس العالم وفي تلك التصفيات أنقذ محمد المرمى السعودي وساهم مع زملائه في التأهل لكأس العالم 1994. وذلك حينما تغلب المنتخب السعودي على إيران. وقد شارك المنتخب السعودي في 5 مباريات ولم يدخل مرمى الدعيع سوى 6 أهداف في تلك التصفيات التي ضمت منتخبات قوية.
- في صيف 1994م اتجه المنتخب السعودي إلى الولايات المتحدة الأمريكية للمشاركة بكاس العالم. أمام هولندا توقفت خطورة بيرجكامب وتسديدات يوكمان على يدين وإقدام محمد الدعيع. وأمام المغرب أنقذ المنتخب من أهداف محققة. وأمام بلجيكا نجح في إيقاف النجوم البلجيكية مثل انزو شيفو؛ ليتأهل المنتخب إلى دور 16 في إنجاز غير متوقع ليخسر المنتخب من السويد في دور 8. وخرج المنتخب السعودي من كأس العالم بستة أهداف خلال أربع مباريات بمعدل 1.5 في المباراة الواحدة، وذلك خلال أول مشاركة للدعيع وللمنتخب في كأس العالم. واختار الاتحاد الدولي لكرة القدم محمد الدعيع ضمن نجوم العالم في تلك البطولة وضمن أفضل حراس في كأس العالم لعام 1994 م.

### كأس الخليج
- توجه المنتخب إلى أرض الإمارات للمشاركة في كأس الخليج عام 1994. وهناك قاد محمد الدعيع المنتخب السعودي إلى إنجاز جديد حيث حقق المنتخب أول كأس خليجي. لم يدخل مرمى الدعيع سوى أربعة أهداف خلال خمس مباريات بمعدل 0.8 هدف في المباراة الواحدة.
- في عام 1995 استدعي الدعيع ليكون الحارس الأساسي للمنتخب في كأس القارات للمنتخبات في الرياض وخسر مباراتين ودخل مرماه أربعة أهداف وكان لتواضع مستوى الدفاع والمنتخب دور في ذلك.
- انتقل للمشاركة في تصفيات الكأس الآسيوية وهناك نجح محمد في أن يقود المنتخب إلى نهائيات كأس آسيا المقامة في الإمارات حيث لعب المنتخب ثلاث مباريات وتمكن من أن يتأهل لكأس آسيا ومرماه خالي من الأهداف.

### كأس آسيا
- في الإمارات حقق المنتخب السعودي، كأس آسيا 1996. حينما تجاوز المنتخب الصيني ثم واجه في دور الاربعة المنتخب الإيراني ليتأهل المنتخب السعودي للمباراة النهائية امام الإمارات صاحب الأرض والجمهور. وفي مباراة صعبة اتجهت إلى ضربات الترجيح وهنا تصدى الدعيع لضربات الترجيح الإماراتية. ليحقق الأخضر اللقب ويحقق الدعيع أفضل حارس في البطولة.
- شارك بعدها المنتخب في كأس الخليج عام 1996م.
- ومع انطلاق عام 1997م بدأت التصفيات الأولية لكأس العالم ولم يدخل مرمى محمد الدعيع سوى هدف وحيد خلال ستة مباريات. وفي التصفيات النهائية شارك محمد مع المنتخب وتأهل مباشرة لكأس العالم للمرة الثانية على التوالي بعد أن تصدر مجموعته، ودخل مرمى الدعيع ستة أهداف خلال ثمانية مباريات.
- شارك المنتخب في كأس القارات الثالثة عام 1997م والتي استضافتها السعودية وقد خرج المنتخب من هذه البطولة خالي الوفاض. وكان المنتخب السعودي قد واجه منتخبات قوية في كأس القارات مثل المنتخب البرازيلي وأبرز مهاجميه رونالدو وروماريو.
- في كأس ولي العهد 1417 وصل الدعيع مع الطائي إلى نهائي كأس ولي العهد أمام الاتحاد وخسر الطائي اللقب.
- بعد ذلك توجه محمد الدعيع مع المنتخب للمشاركة في كأس العالم 1998م في فرنسا. وهناك خسر المنتخب السعودي من الدنمارك بهدف. وخسر من فرنسا بأربعة أهداف. وتعادل مع جنوب أفريقيا. وفي هذه البطولة قد اختير محمد الدعيع كأفضل لاعب سعودي في مباراة المنتخب أمام فرنسا.
- شارك المنتخب السعودي في كأس الخليج عام 1998م ولكنه خسر اللقب ولم يدخل مرمى محمد الدعيع سوى هدفين.
- توجه المنتخب إلى قطر للمشاركة في كأس العرب 1998م. وفي تلك البطولة نجح محمد الدعيع في أن يساهم مع زملائه في تحقيق اللقب العربي لأول مرة.
- بعد ذلك توجه المنتخب للمشاركة في كأس القارات الرابعة في المكسيك عام 1999م وهناك تعرض لخسارة بالثمانية من المنتخب البرازيلي ويعود المنتخب بانتصار يتيم على المنتخب المصري.

## مع الهلال
لم يمر على انتقال محمد الدعيع للهلال 4 أشهر إلا وهو يرفع كأس المؤسس وذلك في موسمه الأول عام 1420هـ في بطولة لا تقام إلا كل 100 عام.
ومن بعد كأس المؤسس حضر الهلال آسيويًا بطولة الأندية الآسيوية أبطال الدوري بثلاثة أهداف لهدفين أمام جابيلو ايواتا الياباني.
في عام 2000م شارك محمد مع المنتخب في كأس الأمم الأسيوية المقامة في لبنان وقد خسر المنتخب النهائي أمام اليابان بهدف وحيد.
- في عام 1421هـ حقق الدعيع مع الهلال بطولة الصداقة بالفوز على منتخب عسير بركلات الجزاء، ثم كأس الأندية العربية أبطال الكؤوس من أمام النصر بهدفين لهدف، ثم كأس السوبر الآسيوية من أمام شميزو الياباني. ثم بطولة النخبة العربية من أمام الأندية العربية التي شاركت. وقد كانت آخر مباراة مع الفريق التونسي. وحقق الدعيع مع الهلال بطولة الرئيس حسني مبارك من أمام نادي الإسماعيلي.

- مع المنتخب كانت الإصابات قد حرمت الدعيع من المشاركة في التصفيات النهائية المؤهلة لكأس العالم 2002 ولكنه تمكن من تشكيل ثقل كبير بالمشاركة في المباريات المهمة والأخيرة. علمًا أن شارك في التصفيات الأولية ولم يدخل مرماه أي هدف.
- وفي عام 2002 شارك المنتخب في كأس الخليج والتي استضافتها السعودية وعلى الرغم من أن المنتخب كاد أن يفقد اللقب إلا أنه استطاع أن يحقق اللقب في المباراة الختامية للمرة الثانية.
- عاد محمد الدعيع ليشارك مع الهلال وحقق الهلال كأس آسيا للأندية عام 2002م. وفي أقل من أسبوعين يتوجه إلى جدة لمواجهة الاتحاد على نهائي كأس خادم الحرمين الشريفين وتحقيق البطولة والتي تعرض محمد الدعيع حينها لإصابة في اليد.
- في كأس العالم 2002. شارك المنتخب في تلك البطولة وخرج بخسائر قاسية جدًا منها ثمانية ألمانية.
- بعد أن أعلن محمد الدعيع اعتزاله دوليًا. عاد ليشارك مع فريقه الزعيم ليحقق مع الهلال كأس ولي العهد عام 2003م. وبعد تلك البطولة يتعرض الهلال إلى نكسة قوية وذلك في عام 2004 حيث خرج الهلال خالي الوفاض من البطولات المحلية والعربية. وأخذت جماهير الأندية تسخر من الهلال ولكن لم تطول سخريتهم حيث عاد الزعيم عام 2005 للفوز بجميع البطولات المحلية.
- في عام 2005 عاد محمد الدعيع لتمثيل المنتخب السعودي في كأس الخليج ليخرج المنتخب من الدور الأول.
- في عام 2005 تعرض محمد الدعيع لإصابات مختلفة وكانت جميعها أمام الاتحاد ففي كأس العرب للأندية خسر الهلال من الاتحاد.
- وبعد أن تشافى من الإصابة اختاره المدرب ناصر الجوهر ليقود المنتخب في الدورة الإسلامية الدولية الأولى المقامة بالسعودية في نهاية عام 2005 ينجح في تحقيق الميدالية الذهبية ليكون بذلك هو اللاعب السعودي والعربي والآسيوي الوحيد الذي يجمع البطولات العربية والآسيوية والإسلامية والعالمية.
- يعود محمد الدعيع للمشاركة مع الهلال وفي موسم 2006 يعود الهلال للمشاركات الخارجية الآسيوية ليخرج من الدور الأول. ولكن عاد في تحقيق كأس ولي العهد وذلك عام 2006 أمام الأهلي.
- استدعي محمد الدعيع ليشارك مع المنتخب في كأس العالم 2006 وعلى الرغم من أن محمد الدعيع كان هو الحارس الأساسي في المباريات الودية للمنتخب إلا أن المدرب باكيتا تجاهل الدعيع واختار مبروك زايد ليكون الحارس الأساسي في كأس العالم 2006.
- حَرم باكيتا محمد الدعيع من المشاركة عالميًا فما كان من محمد الدعيع إلا أن يعلن بعد خروج المنتخب من كأس العالم 2006 اعتزاله الدولي رسميًا مع سامي الجابر ليودع المنتخب. ويعود ليشارك مع فريقه الهلال.
- عام 2007. خرج الهلال من الموسم بدون أن يحقق بطولة حيث تسببت الأخطاء الفنية والإدارية في خروج الهلال من تحقيق البطولات الرسمية المباراة النهائية على كأس خادم الحرمين الشريفين أمام الاتحاد حينما قدم باكيتا الكأس للاتحاديين على الرغم من أن الهلال كان متقدم على الاتحاد.
- في موسم 2008 حقق الهلال كأس ولي العهد من أمام الاتفاق وحقق الهلال بطولة الدوري لعام 2008. وكان محمد قد أعلن اعتزاله رسميًا بعد نهاية نهائي كأس ولي العهد ولكن الملك سلمان بن عبد العزيز رفض قرار محمد وطالبه بالاستمرار في الملاعب ليكمل مع الهلال عامه العاشر وعامه 22 في الملاعب.
- في موسم 2008 / 2009. نجح محمد الدعيع في أن يحطم الأرقام القياسية حيث نجح في المحافظة على شباكه نظيفًا لأكثر من 4 مباريات. واستطاع أيضًا من أن يحقق مع فريقه كأس ولي العهد دون أن يدخل مرماه أي هدف وبذلك يكون هو الحارس الذي استطاع من أن يحقق بطولتين رسميتين دون أن يدخل مرماه أي هدف وذلك عام 2000 و2009. وكان محمد الدعيع قد نجح في أن يحطم رقم قياسي جديد حيث أنهى الموسم الرياضي ولم يتلق مرماه سوى 9 أهداف.
- في موسم 2009 / 2010 تحقيق بطولة الدوري قبل النهاية بثلاث جولات. وتحقيق الموج الأزرق كأس ولي العهد. ودعم أولمبي الهلال للوصول إلى نهائي كأس الأمير فيصل بن فهد. بينما على المستوى الخارجي التاهل إلى دور 8 آسيوياً.

وقبل انطلاق الموسم الجديد لعام 2010 / 2011. قرر محمد الدعيع الاعتزال رسميًا.

## البطولات

### النادي

#### الطائي
- دوري الدرجة الأولى السعودي (1): 1994–95

#### الهلال
- دوري المحترفين السعودي (4): 2001–02، 2004–05، 2007–08، 2009–10
- كأس ولي العهد السعودي (7): 2000، 2003، 2005، 2006، 2008، 2009، 2010
- كأس المؤسس السعودي (1): 2000
- دوري أبطال آسيا (1): 2000
- كأس أبطال الكؤوس الآسيوية (1): 2002
- كأس السوبر الآسيوي (1): 2000
- البطولة العربية للأندية الفائزة بالكؤوس (1): 2000
- كأس السوبر العربي (1): 2001
- كاس دوري أبطال اسيا عام 2019

### دوليا

#### السعودية تحت 17 سنة
- كأس العالم تحت 17 سنة (1): 1989

#### السعودية
- كأس آسيا (1): 1996
- كأس الخليج العربي (2): 1994، 2002
- كأس العرب (1): 1998
- الفوز بدورة ألعاب التضامن الإسلامي الأولى 2005

## إنجازاته الشخصية والإعلامية
- حصل على جائزة أفضل حارس مرمى في كأس فلسطين في بغداد عام 1989 م.
- حصل على أفضل حارس في كأس الصداقة الدولية في عمان عام 1989، 2001.
- اختير ثالث أفضل حارس في الدور التمهيدي في كأس العالم عام 1993.
- اختير ضمن أفضل 10 حراس بكأس العالم عام 1993 من الإتحاد الدولي لكرة القدم.
- اختير ضمن أفضل لاعبي القارة الآسيوية لعام 1996
- حصل على جائزة أفضل حارس في كأس الخليج عام 1998، 2000.
- حصل على جائزة أفضل حارس في كأس آسيا 1996، 2000
- حصل على لقب حارس القرن في آسيا عام 2000
- حصل على جائزة أفضل حارس في كأس الخليج للاندية عام 2000، 2002
- حصل على جائزة أفضل حارس في كأس البطولة العربية للأندية عام 2001
- اختير من قبل صحيفة «لوكوبيزي الإيطالية أشهر صحيفة» ضمن أفضل عشرة حراس في العالم في عام 2004 واحتل السابع.
- حصل على لقب أفضل حارس في السعودية مرارًا وتكرارًا آخرها عام 2008
- اختاره الاتحاد الدولي ليدخل موسوعة جينيس للأرقام القياسية كأكثر لاعب في العالم خدم بلاده.
- اختير من الإتحاد الدولي لكرة القدم كأفضل حارس مرمى في آسيا في القرن العشرين.
- اختير في المرتبة 39 ضمن أفضل وأبرز وأشهر حراس المرمى عالميًا عبر التاريخ من قبل موقع الفيفا للإحصاء.
- اختير كأفضل لاعب في الموسم الرياضي عام 2007 / 2008 م.
- حصل على جائزة أفضل حارس في الموسم الرياضي لعام 2008 / 2009.
- حصل على جائزة المفتاحة لأفضل رياضي عام 2010.
- ثاني أكثر حارس حفاظا على نظافة شباكه بموسم واحد في الدوري السعودي للمحترفين.
- شارك مع نجوم العالم ضد نجوم أوروبا في مباراة لنجوم مونديال 1998.

## الاعتزال
في ظهيرة يوم الثلاثاء، 10 رجب 1431هـ الموافق 22 يونيو 2010 أعلن اللاعب محمد الدعيع ومن خلال موقعه الرسمي، اعتزاله اللعب رسميًا، وبالتالي طوى مسيرة 22 عامًا من التميز مع المنتخب السعودي ونادي الهلال.

## التكريم
في عام 2023م أطلقت أمانة منطقة حائل اسم محمد الدعيع على أحد شوارع مسقط رأسه مدينة حائل؛ تقديرا لخدماته لوطنه طوال سنوات خدمته الرياضية.

## وصلات خارجية
http://www.alhilalclub.com/site/index.php
موقع اللاعب محمد بن عبد العزيز الدعيع الرسمي
محمد الدعيع على موقع الزعيم
- Detail of international appearances – by RSSSF
- محمد الدعيع على موقع الاتحاد الدولي (مؤرشف)  (الإنجليزية)
- محمد الدعيع على موقع قاعدة بيانات كرة القدم.إي يو (الإنجليزية)
- محمد الدعيع على موقع ناشيونال فوتبول تيمز (الإنجليزية)
- محمد الدعيع على موقع Soccerway.com (الإنجليزية)
- محمد الدعيع على موقع عالم كرة القدم.نت (الإنجليزية)
- محمد الدعيع على موقع كووورة